# San Rafael Obrajuelo
San Rafael Obrajuelo è un comune del dipartimento di La Paz, in El Salvador.